# Fonte Avellana

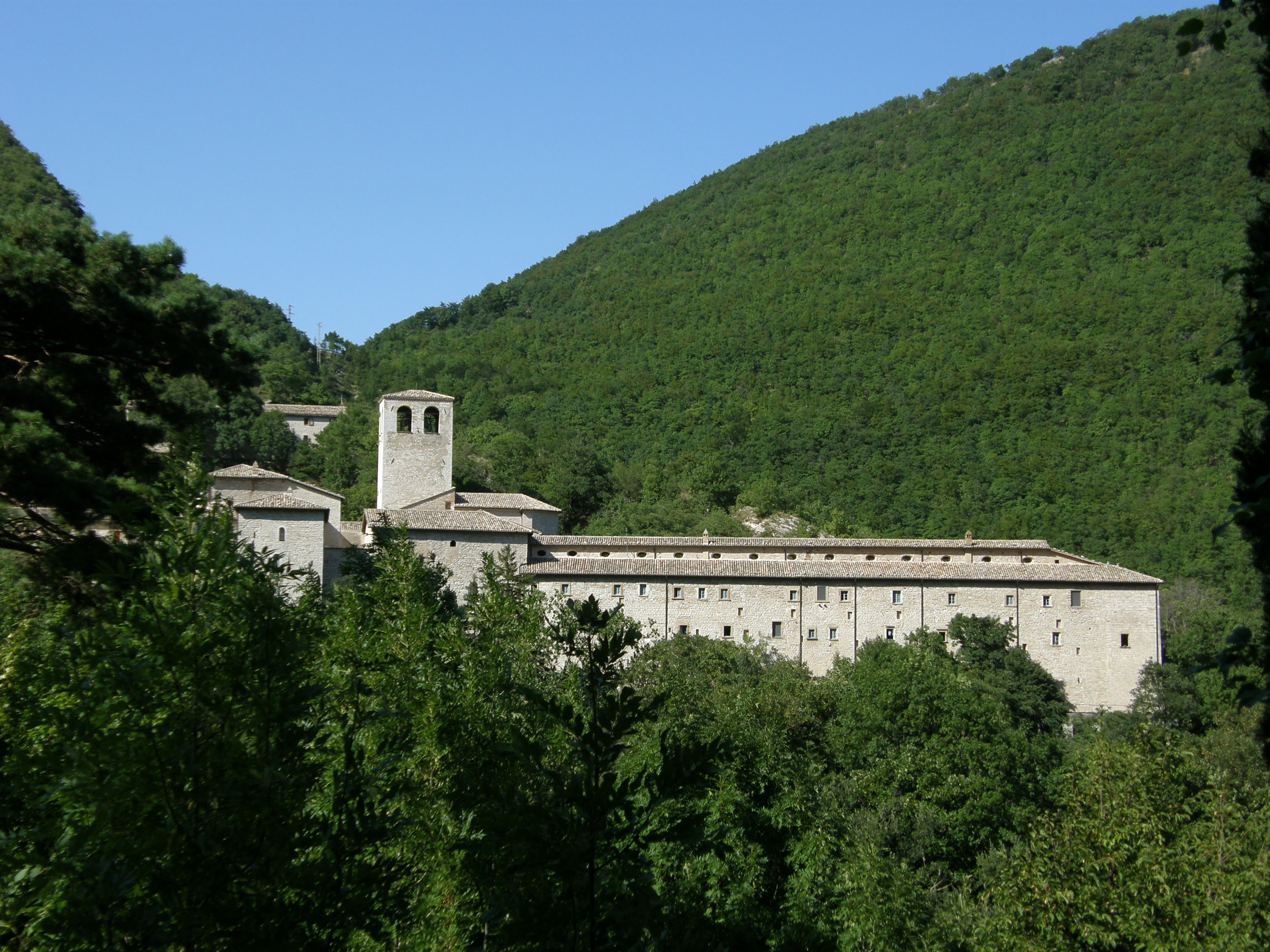
Klostret Fonte Avellana.

Fonte Avellana, eller Monastero della Santa Cruce di Fonte Avellana,  är ett Romerskt-katolskt kloster i  Serra Sant'Abbondio  i regionen Marche i Italien. Det var också namnet på en eremitorden i detta kloster.
Klostret grundades av en grupp eremiter som levde där vid det första millennieskiftet. De hade nära samröre med den helige Romualds reformer och klostrets tidiga regler och dokument har mycket gemensamt med det närbelägna klostret Camaldoli som Romuald grundade. Munkarna i Avellana blev också sedermera en del av församlingen i Camaldole. Avellana fick status som abbedi 1325 och är det enda återstående camaldoleabbedit inom den katolska kyrkan. Det kom sedermera under lekmannastyre och församlingens rikedomar minskade hastigt. Orden fortsatte emellertid att existera tills den skingrades av Napoleons trupper. Men efter denna omvälvande period etablerades orden igen och klostret är åter säte för församlingen.
Anmärkningsvärt är att klosterbyggnadens celler är avsedda för två personer så att en munk och en novis kunde dela cell, dock med separata sängar. Detta var en gammal tradition som innebar att en äldre munk hade en elev, som tränades i askes och eleven skulle också ta hand om den äldre munken då denne åldrades.
Systemet inrättades av Petrus Damiani, som presiderade i klostret  och det finns också beskrivet av Dante i Den gudomliga komedin.
- Wikimedia Commons har media som rör Fonte Avellana.